# عشيرة (فلم)
عشيرة (بالإنجليزية: Kin) فيلم حركة و خيال علمي أمريكي تم إصداره عام 2018 من إخراج و تأليف جوش بيكر ، جوناثان بيكر.

## ملخص قصة
تم إطلاق سراح جيمي للتو من السجن حيث أمضى ست سنوات. وجد والده هال وأخيه الصغير بالتبني إيليا (المعروف باسم إيلي). أثناء سجنه ، ماتت والدته ، ولم يتمكن أي من الثلاثة من التغلب على هذه الخسارة. يخطط جيمي في البداية للعثور على وظيفة نزيهة ، لكن ماضيه يلحق به ، في شكل تايلور وشقيقه ، وهما اثنان من رجال العصابات يدين لهما بمبلغ كبير (60 ألف دولار). في غضون ذلك ، يصادف إيلي ، الذي يستكشف المباني المهجورة بحثًا عن المعادن القديمة لإعادة بيعها ، عدة جثث في دروع مستقبلية وأسلحة غير معروفة في مصنع مدمر. يهرب ، ويعود إلى المنزل بأحد هذه الأسلحة. بعد حدوث عملية سطو خطأ ، قُتل هال أمام جيمي ، الذي تمكن من الفرار والفرار مع إيلي والنهب. يتم اصطيادهم بلا هوادة من قبل تايلور ، متعطش للانتقام لأن جيمي قتل شقيقه. لدى جيمي وإيلي أيضًا عملاء اتحاديون وجنود دنيويون في طريقهم. ومع ذلك ، لديهم ورقة رابحة في لعبتهم: السلاح المستقبلي الذي كان في يوم من الأيام ملكًا لهؤلاء الجنود الغامضين.

## طاقم العمل
| الاسم | الممثلين      | الدور      |
| ----- | ------------- | ---------- |
| 1)    | جيمس فرانكو   |            |
| 2)    | زوي كرافيتز   |            |
| 3)    | كاري كوون     |            |
| 4)    | دينيس كويد    |            |
| 5)    | جاك رينور     |            |
| 6)    | مارك أوبراين  | جيك        |
| 7)    | رومانو ورزارا | لي جايكوبس |